# Vitryggig stenskvätta
Vitryggig stenskvätta (Oenanthe finschii) är en tätting i familjen flugsnappare. Den förekommer i karga högplatåer och bergssluttningar i västra Asien, med bara ett fåtal fynd i Europa. Beståndet anses vara livskraftigt.

## Utseende och läten
Vitryggig stenskvätta är med en längd på 15–16 centimeter något större än medelhavsstenskvätta och nunnestenskvätta som den i övrigt liknar med hos hanen svart strupe, svarta vingar, ljus rygg och de för släktet oftast karakteristiska vita stjärtsidorna. Denna art har dock har större huvud samt grövre näbb och ben. Vidare är ryggen hos hanen helt vit, stjärten har ett jämnbrett svart ändband och inte vit med svarta hörn och i flykten syns att de svarta vingpennorna är rätt ljusa. Det svarta på strupen når också längre ner och flyter ihop med vingen.

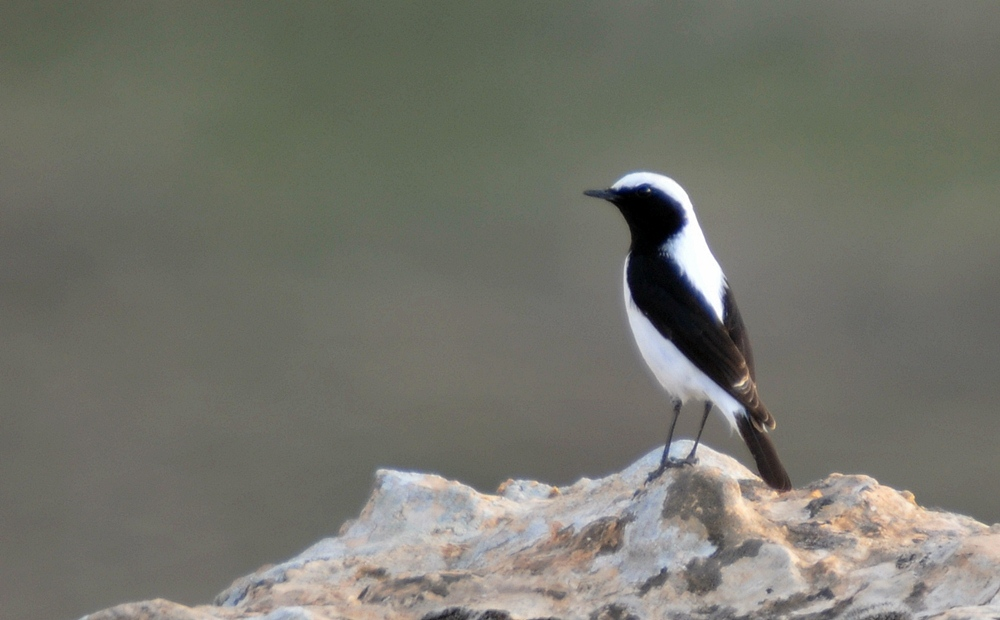
Hane vitryggig stenskvätta som visar upp den karakteristiskt vita ryggen.

Honan är övervägande brungrå och smutsvit utan medelhavs- och nunnestenskvättans varmare toner och till skillnad från hona sorgstenskvätta kontrastfattiga armtäckare.
Vitryggig stenskvätta lockar med ett kort "tsit". Sången består av klara, korta och varierade toner med inslag av visslingar och elektriska läten och liknar mer rubinnäktergal än medelhavsstenskvätta.

## Utbredning och systematik
Vitryggig stenskvätta delas in i två underarter med följande utbredning:
- Oenanthe finschii finschii – förekommer från Turkiet till Israel, norra Arabiska halvön och södra Iran, vintertid till Cypern och Egypten
- Oenanthe finschii barnesi – förekommer från östra Turkiet till östra Kaukasus, norra Iran, Afghanistan och västra Pakistan

Den har även setts tillfälligt i Grekland och Bulgarien. Fågeln är kortflyttare och övervintrar jämfört med många av sina släktingar på högre och svalare nivåer.

### Familjetillhörighet
Stenskvättorna ansågs fram tills nyligen liksom bland andra buskskvättor, stentrastar, rödstjärtar vara små trastar. DNA-studier visar dock att de är marklevande flugsnappare (Muscicapidae) och förs därför numera till den familjen.

## Ekologi
Vitryggig stenskvätta häckar i karg och stenig terräng på bergssluttningar och högslätter med låg växtlighet. Den är skygg och rastlös men aggressiv mot andra stenskvättor i reviret. Den äter mest insekter, men också växtdelar. Fågeln bygger sitt bo i en skreva eller ett hål i en klippa.

## Status
Arten har ett stort utbredningsområde och internationella naturvårdsunionen IUCN kategoriserar arten som livskraftig. Beståndsutvecklingen är dock oklar. Världspopulationen uppskattas till mellan 816 000 och knappt 2,5 miljoner vuxna individer.

## Namn
Fågelns vetenskapliga artnamn hedrar tyske zoologen Otto Finsch. Tidigare kallades den finschstenskvätta även på svenska, men tilldelades 2024 ett mer informativt namn av BirdLife Sveriges taxonomikommitté.